# Montry
Montry település Franciaországban, Seine-et-Marne megyében. Lakosainak száma 3872 fő (2022. január 1.). Montry Saint-Germain-sur-Morin, Condé-Sainte-Libiaire, Couilly-Pont-aux-Dames, Coupvray, Esbly és Magny-le-Hongre községekkel határos.

## Népesség
A település népességének változása:
| Lakosok száma | 3403 | 3574 | 3633 | 3631 | 3688 | 3705 | 3740 | 3799 | 3872 |
|               | 2013 | 2015 | 2016 | 2017 | 2018 | 2019 | 2020 | 2021 | 2022 |